# Hemibystra nigrosparsa
Hemibystra nigrosparsa là một loài tò vò trong họ Ichneumonidae.